# Глен (Монтана)
Глен (англ. Glen) — невключённая община в округе Беверхэд, штат Монтана, Соединённые Штаты Америки.

## Общие сведения
Глен лежит на Американском Маршруте 91 к югу от Мелроуз и к северу от Диллона.
Хотя Глен является невключённой, она имеет почтовое отделение с ZIP-кодом 59732.